# レッツ・スティック・トゥゲザー
『レッツ・スティック・トゥゲザー』（Let's Stick Together）は、イングランドのロック・ミュージシャンのブライアン・フェリーが1976年に発表した3作目のソロ・アルバムである。

## 解説

### 経緯
1975年7月、ロキシー・ミュージックに在籍していたフェリーはクリス・トーマスをプロデューサーに迎え、クリス・スペディング（ギター）、ポール・トンプソン（ドラムス）、ジョン・ウェットン（ベース）らとスタンダート「忘れられぬ君」を録音し、ソロ・シングルとして発表した。同年10月、ロキシー・ミュージックはアルバム『サイレン』を発表し、イギリス、ヨーロッパ、アメリカでのツアーを行ない成功を収めたが、1976年6月、フェリーはロキシー・ミュージックの解散を宣言した。
フェリーは解散宣言と相前後してトーマス、スペディングらとウィルバート・ハリスンの「レッツ・スティック・トゥゲザー」、エヴァリー・ブラザースの「ザ・プライス・オブ・ラヴ」などを録音し、シングル『レッツ・スティック・トゥゲザー』と4曲入りEP『エクステンディッド・プレイ』を発表した。そして７月、これらの楽曲にそれまでに発表したソロ・シングルのアルバム未収録曲を加えて、本作を編集した。

### 内容
本作はこれまでの2作と同じくカバーで構成され、収録曲11曲のうち5曲はフェリーがロキシー・ミュージックのアルバムで発表した自作である。
- 「忘れられぬ君」は1975年7月にシングルで発表。全英シングルチャートで最高位33位[4]。
- 「レッツ・スティック・トゥゲザー」は1976年5月にシングルで発表[9]。全英シングルチャートで最高位4位。
- 「シェイム・シェイム・シェイム」、「プライス・オブ・ラヴ」、「イッツ・オンリー・ラヴ」、「ハート・オン・マイ・スリーヴ」は1976年7月にEP"Extended Play"で発表[9]。最高位7位。

ロキシー・ミュージックの楽曲のカバー
- 「2HB」はシングル『はげしい雨が降る』[注釈 4][7]（1973年9月）のB面収録曲。
- 「チャンス・ミーティング」はシングル『ジ・イン・クラウド』[注釈 5][8]（1974年5月）のB面収録曲。
- 「リ-メイク・リ-モデル」はシングル『忘れられぬ君』[4]のB面収録曲。
- 「シー・ブリーズィズ」はシングル『レッツ・スティック・トゥゲザー』[9]のB面収録曲。
- 「カサノヴァ」は未発表録音。

本作は全英アルバムチャートで最高位19位を記録した。

## 収録曲

### オリジナルLP
| #         | タイトル                                                | 作詞・作曲       | オリジナル                                                           | 時間  |
| --------- | ------------------------------------------------------- | ---------------- | -------------------------------------------------------------------- | ----- |
| 1.        | 「レッツ・スティック・トゥゲザー Let's Stick Together」 | Wilbert Harrison | ウィルバート・ハリスン、シングル（1962年）                           | 2:59  |
| 2.        | 「カサノヴァ Casanova」                                 | Bryan Ferry      | ロキシー・ミュージック、アルバム『カントリー・ライフ』（1974年）     | 2:46  |
| 3.        | 「シー・ブリーズィズ Sea Breezes」                      | Bryan Ferry      | ロキシー・ミュージック、アルバム『ロキシー・ミュージック』（1972年） | 6:10  |
| 4.        | 「シェイム・シェイム・シェイム Shame, Shame, Shame」    | Jimmy Reed       | ジミー・リード、シングル（1963年）                                   | 3:14  |
| 5.        | 「2HB 2 HB」                                            | Bryan Ferry      | ロキシー・ミュージック、アルバム『ロキシー・ミュージック』（1972年） | 3:14  |
| 合計時間: | 合計時間:                                               | 合計時間:        | 合計時間:                                                            | 18:23 |

| #         | タイトル                                            | 作詞・作曲                      | オリジナル                                                           | 時間  |
| --------- | --------------------------------------------------- | ------------------------------- | -------------------------------------------------------------------- | ----- |
| 1.        | 「ザ・プライス・オブ・ラヴ The Price of Love」      | Don Everly, Phil Everly         | エヴァリー・ブラザース、アルバム"In Our Image"（1966年）             | 3:26  |
| 2.        | 「チャンス・ミーティング Chance Meeting」           | Bryan Ferry                     | ロキシー・ミュージック、アルバム『ロキシー・ミュージック』（1972年） | 3:14  |
| 3.        | 「イッツ・オンリー・ラヴ It's Only Love」           | John Lennon, Paul McCartney     | ビートルズ、アルバム『ヘルプ!』（1965年）                            | 3:48  |
| 4.        | 「忘れられぬ君 You Go to My Head」                  | J. Fred Coots , Haven Gillespie | スタンダード（1938年）                                               | 2:42  |
| 5.        | 「リ-メイク・リ-モデル Re-Make/Re-Model」           | Bryan Ferry                     | ロキシー・ミュージック、アルバム『ロキシー・ミュージック』（1972年） | 2:43  |
| 6.        | 「ハート・オン・マイ・スリーヴ Heart on My Sleeve」 | Benny Gallagher, Graham Lyle    | Gallagher and Lyle、アルバム"Breakaway"（1976年）                    | 3:28  |
| 合計時間: | 合計時間:                                           | 合計時間:                       | 合計時間:                                                            | 19:21 |

### CD
| #         | タイトル                                                | 作詞・作曲                      | オリジナル                                                           | 時間  |
| --------- | ------------------------------------------------------- | ------------------------------- | -------------------------------------------------------------------- | ----- |
| 1.        | 「レッツ・スティック・トゥゲザー Let's Stick Together」 | Wilbert Harrison                | ウィルバート・ハリスン、シングル（1962年）                           | 2:59  |
| 2.        | 「カサノヴァ Casanova」                                 | Bryan Ferry                     | ロキシー・ミュージック、アルバム『カントリー・ライフ』（1974年）     | 2:46  |
| 3.        | 「シー・ブリーズィズ Sea Breezes」                      | Bryan Ferry                     | ロキシー・ミュージック、アルバム『ロキシー・ミュージック』（1972年） | 6:10  |
| 4.        | 「シェイム・シェイム・シェイム Shame, Shame, Shame」    | Jimmy Reed                      | ジミー・リード、シングル（1963年）                                   | 3:14  |
| 5.        | 「2HB 2 HB」                                            | Bryan Ferry                     | ロキシー・ミュージック、アルバム『ロキシー・ミュージック』（1972年） | 3:14  |
| 6.        | 「ザ・プライス・オブ・ラヴ The Price of Love」          | Don Everly, Phil Everly         | エヴァリー・ブラザース、アルバム"In Our Image"（1966年）             | 3:26  |
| 7.        | 「チャンス・ミーティング Chance Meeting」               | Bryan Ferry                     | ロキシー・ミュージック、アルバム『ロキシー・ミュージック』（1972年） | 3:14  |
| 8.        | 「イッツ・オンリー・ラヴ It's Only Love」               | John Lennon, Paul McCartney     | ビートルズ、アルバム『ヘルプ!』（1965年）                            | 3:48  |
| 9.        | 「忘れられぬ君 You Go to My Head」                      | J. Fred Coots , Haven Gillespie | スタンダード（1938年）                                               | 2:42  |
| 10.       | 「リ-メイク・リ-モデル Re-Make/Re-Model」               | Bryan Ferry                     | ロキシー・ミュージック、アルバム『ロキシー・ミュージック』（1972年） | 2:43  |
| 11.       | 「ハート・オン・マイ・スリーヴ Heart on My Sleeve」     | Benny Gallagher, Graham Lyle    | Gallagher and Lyle、アルバム"Breakaway"（1976年）                    | 3:28  |
| 合計時間: | 合計時間:                                               | 合計時間:                       | 合計時間:                                                            | 37:44 |

## 参加メンバー
- Bryan Ferry – Vocals, Keyboards, Harmonica
- Chris Spedding – Guitar
- Paul Thompson – Drums
- John Wetton – Bass
- Chris Mercer – Tenor Sax

- Mel Collins – Soprano Sax
- Martin Drover – Trumpet
- Eddie Jobson – Violin, Synthesizer
- Morris Pert – Percussion

※番号はCDのトラック・ナンバーを示す。
- John Gustafson – Bass (10)
- Rick Wills – Bass (10)
- John Porter – Bass (5)
- Strings arranged by Ann Odell
- Phil Manzanera – Guitar (10)
- David O'List – Guitar (7)
- Neil Hubbard – Guitar (2)

chorus
Jacqui Sullivan, Helen Chappelle, Paddie McHugh, Doreen Chanter, Vicki Brown, Martha Walker

- Photography – Richard Wallis
- Engineer – Steve Nye & John Punter
- Assistants – Nigel Walker & Jon Walls
- Produced by Chris Thomas & Bryan Ferry